# 下町の太陽
『下町の太陽』（したまちのたいよう）は1963年に松竹で制作された映画作品。山田洋次監督の2作目の作品。1962年に大ヒットした倍賞千恵子のデビュー曲の映画化、いわゆる歌謡映画。東京都墨田区の京成押上線の京成荒川駅（現・八広駅）周辺や、東武伊勢崎線の曳舟駅・京成押上線線曳舟駅付近にあった資生堂の石鹸工場とその周辺、国鉄新小岩駅構内にあった機関庫、大同製鋼（現大同特殊鋼）新小岩製鉄所などが舞台となっている。

## ストーリー
主人公の寺島町子は、二十歳を少し過ぎたぐらい。ある化粧品会社の東京下町にある石鹸工場で女工をしている。また、町子は、同じ工場の事務職員の毛利道男とつきあっている。毛利はこの会社の正社員になって、都心の本社に勤務することを目指して、社員試験の勉強に励んでいる。そして、正社員になったときは、町子と結婚し、下町を抜け出して郊外の公団の団地に住みたいと考えている(この頃は、郊外の公団住宅に住むことは、若い人たちの夢だった)。
町子は、自分の家から工場まで電車通勤をしているが、車内でいつも町子のことをジロジロ見ている数人の若者たちがいた。町子の工場と同じ町にある鉄工所の工員たちである。その一人北良介から強引に「つきあってくれ」と頼まれるが、町子は断る。
町子の家は、長屋や木造住宅の密集した街にある。近所の人はみんな貧しいが、人の好い人ばかりである。家族は、父、祖母、弟二人と町子の五人家族で母はいない。あるとき、下の弟で中学生の健二が鉄道模型の万引き事件を起こす。母代りの町子は思い悩み、恋人の毛利に健二と話をしてみてくれないかと頼むが、社員試験が近く勉強をしなければならないので、と断られる。町子は、健二が北良介とよく遊ぶことがあると聞き、勤め先の鉄工所で北と話をする。北は「あいつは悪い子ではなくいい奴だ」という。北を「不良」と思っていた町子は、健二と北との接触を警戒していたのだが、実際には、北と遊ぶ時の健二は生き生きと明るく、それは家族の誰もまだ知らない表情だった。
やがて、毛利が受験する社員試験の日が来る。同じ工場から、要領が良く女性に手が早い金子が受験・合格。次点となった毛利は、町子が取りつく島もないほど荒れる。
ある日の仕事の帰り、町子は同僚の文子にダンスパーティーに誘われ、訝りながらもついて行く。文子は、北に来るように頼まれた、と言う。鉄工所の同僚の鈴木が、病（恐らく初期の肺結核）を得ながら無理を続けているので、休むよう説得してくれないか、と。鈴木が来たのを見届けた町子は中座するが、北はその後を追って来た。町子は「一度きり」という条件で、夜の浅草花やしきで北と初デートをする。が、帰りの都電の窓に向かい「恋人はいるのか？」と叫んだ北に対し、町子は頷いてしまう。
翌日、金子の運転する車が、町子の近所に住む老人・源吉をはねてしまう。不幸中の幸いで源吉は一命を取りとめたが、金子の昇格は絶望的となった。そのことを満面の笑みを浮かべて報告する毛利に、町子はどこか共感できない。正社員昇格の正式な辞令を受け、休日の河川敷で毛利は町子にプロポーズするが、町子は「はい」と答えられなかった。二人は話し合いを続けたが、平行線をたどる。そして町子の口からは「あなたは、この街を出ることしか考えていないのね」という言葉が投げかけられる。
鈴木は静養のため帰郷することになり、文子、鉄工所の仲間、健二に見送られて上野駅から列車で旅立った。「私は、この街が好き」と地元の古老たちの前で宣言する町子。そして彼女への想い冷めやらぬ北は、意を決して、通勤電車の中で再び町子に近づき声をかける。「一度きりと言ったでしょ」と言い返されるが、じっと動かずに町子を見つめる北。（この恋の行方は語られぬまま、日々一心に働き続ける二人の姿が交互に映し出され、映画は終る）。

## キャスト
- 寺島町子：倍賞千恵子
- 北良介：勝呂誉
- 毛利道男：早川保
- 金子：待田京介
- ジャズ喫茶の歌手：青山ミチ
- 鈴木左衛門：石川進
- 山元和子：葵京子
- 森文子：水科慶子
- 岩崎千恵子：山崎左度子
- 小島薫：田中晋二
- 寺島平八郎：藤原釜足（東宝）
- 源吉：東野英治郎
- 毛利道男の父：加藤嘉
- 善助：左卜全
- のぶ江：菅井きん
- 寺島とめ：武智豊子
- 幸助：野々浩介
- 寺島健二：柳沢譲二
- 医者：穂積隆信
- 刑事：玉川伊佐男
- 名古屋章
- 寺島国夫：鈴木春雄
- 松本染升
- 谷崎課長：山本幸栄
- 井上正彦
- 沖浩二
- クレイジー・ウエスト
- 草香田鶴子
- 高木信夫
- 和地広幸
- 鬼笑介
- 渡辺紀行
- 仲子大介
- 城谷皓治
- 小野千鶴子

※本編クレジット表記順

## スタッフ
- 監督：山田洋次
- 製作：杉崎重美
- 脚本：山田洋次、不破三雄、熊谷勲
- 撮影：堂脇博
- 美術：梅田千代夫
- 音楽：池田正義
- 録音：西崎英雄
- 照明：佐久間𠀋彦
- 編集：杉原よ志
- 録音技術：石井一郎
- 監督助手：不破三雄
- 装置：山中国雄
- 装飾：鈴木八州雄
- 現像：東洋現像所
- 衣装：田口ヨシヱ
- 撮影助手：赤松隆司
- 録音助手：岸本真一
- 照明助手：八亀実
- 進行：池永功
- 映倫：13172

※スタッフ本編クレジット表記順

## 主題歌・挿入歌
主題歌
- 「下町の太陽」（歌：倍賞千恵子）
  - 作詞：横井弘／作曲：江口浩司

挿入歌
- 「太陽がギラギラ」（歌：青山ミチ）
  - 作詞：水島哲／作曲：池田正義

- 「私の願い」（歌：青山ミチ）
  - 作詞：水島哲／作曲：中島安敏

## 余話
- 詳細な時代背景は示されていないものの作中の辞令には「昭和38年」の記がある。
- DVDに収録されている「特典映像」には、撮影シーンや没カットや別カットが多く収録されている。例を挙げると「石鹸工場で箱詰めをする町子」「バレーボールをする町子」「川に落ちる金子」「花やしきでのパンチングゲーム」「(町子が)石鹸の匂いがするり別カット」「千恵子が『嘘つき!』と言って金子に平手打ちをする別カット」などである。